# Colisión en el aire de Zolochiv de 1985
La colisión en el aire de Zólochiv de 1985 ocurrió el 3 de mayo de 1985 entre el vuelo 8381 de Aeroflot (un Tu-134) y el vuelo 101 de la Fuerza Aérea Soviética (un An-26).

## Accidente

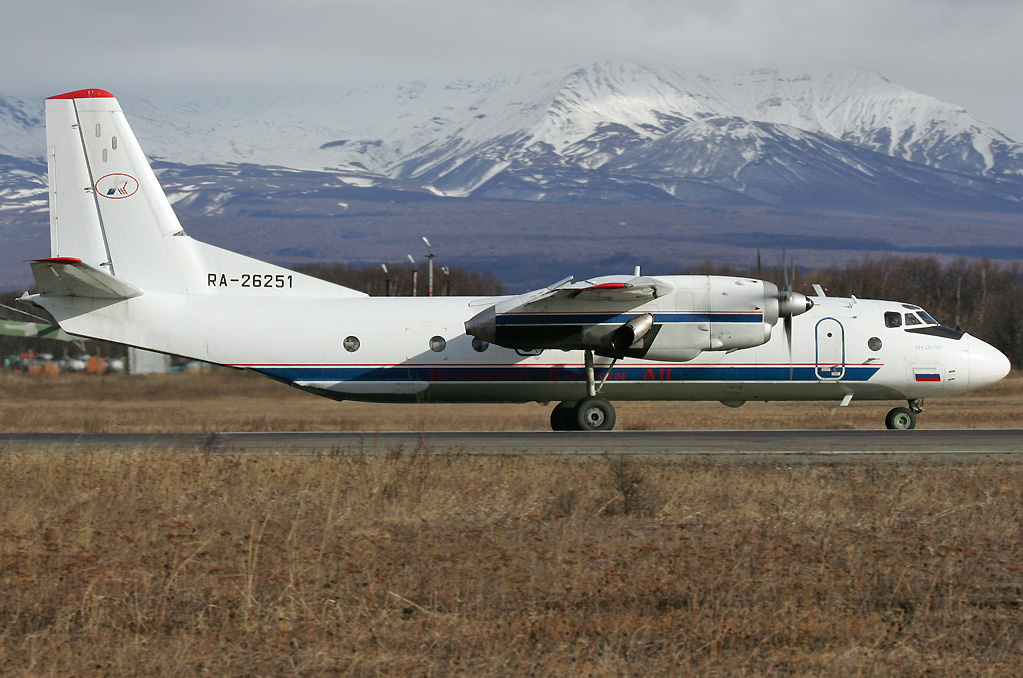
Un Antonov An-26 similar al que se estrelló.

El vuelo 8381 de Aeroflot, un vuelo programado de un Tupolev Tu-134 bimotor que partió del aeropuerto de Tallin en la República Socialista Soviética de Estonia, Unión Soviética, a las 10:38 am del 3 de mayo de 1985, hacia Chişinău en la República Socialista Soviética de Moldavia, Unión Soviética, haciendo escala en Lviv, RSS de Ucrania, Unión Soviética. Mientras descendía a Lviv en un clima nublado, chocó a las 12:13 con el vuelo 101 de la Fuerza Aérea Soviética que acababa de despegar de Lviv. La colisión ocurrió a una altitud de 13.000 pies (4.000 m) (nivel de vuelo 130). Ambos aviones perdieron sus alas derechas y colas, perdieron el control y se estrellaron uno o dos minutos después cerca del pueblo de Zólochiv, RSS de Ucrania, Unión Soviética, matando a las 94 personas en ambos aviones.
Los controladores de tráfico aéreo civiles y militares ubicaron incorrectamente las dos aeronaves involucradas, lo que provocó violaciones de las reglas de control de tráfico aéreo. Entre las víctimas del desastre se encontraban el artista gráfico Alexander Aksinin, el joven jugador de tenis de mesa estonio Alari Lindmäe (nacido el 15 de septiembre de 1967) y dos generales del ejército soviético. El capitán del avión de Aeroflot, Nikolai Dmitrijev (nacido el 18 de octubre de 1931), fue un Héroe del Trabajo Socialista y uno de los pilotos de líneas aéreas civiles más condecorados de la Unión Soviética.